# Колио
Колио (англ. Colihaut) — деревня на севере Доминики. Она расположена в приходе Сент-Питер, между городами Розо и Портсмут. На 2001 год, в Колио жило 773 человека, плотность населения составляла 28 человек на 1 км².
В Колио присутствуют начальная и средняя школа, ясли, спортивное поле, почтовое отделение, кредитный союз, сельский совет, а также четыре церкви.
Жители Колио зарабатывают на жизнь добычей природных ресурсов, фермерством и рыболовством. Карьеры в Колио управляются компанией West Indies Aggregate Ltd. и расположены чуть восточнее деревни. Компания управляется Жаком Гаддарханом (англ. Jacques Gaddarkhan). Тем не менее, большая часть доходов деревни приходит от выплат родственников за рубежом.

## География и климат
Колио расположена на берегу, в 22 км к северу от столицы Доминики, города Розо, и в 10,9 км от Портсмута, ближайшего крупного поселения. Через деревню протекает одноимённая река. Пляж Колио каменистый, в основном покрыт серым песком.
Ландшафт у Колио в основном холмистый, но на юге деревни он плоский. Деревня расположена на высоте 11 м над уровнем моря. Высочайшая ближайшая точка имеет высоту 295 м и расположена в 1,1 км к востоку от Колио. Сама деревня находится у склонов гор.

### Климат
Согласно классификации климатов Кёппена, в Колио — муссонный климат (Am).
Среднегодовая температура — 25,7 °C. Самый тёплый месяц — август (26,8 °C), а самый холодный — февраль (24,2 °C)
Среднегодовое количество осадков — 1942 мм. Самый влажный месяц — октябрь (244 мм), а самый засушливый — февраль (81 мм).
| Показатель                    | Янв. | Фев. | Март | Апр. | Май  | Июнь | Июль | Авг. | Сен. | Окт. | Нояб. | Дек. |
| ----------------------------- | ---- | ---- | ---- | ---- | ---- | ---- | ---- | ---- | ---- | ---- | ----- | ---- |
| Средний суточный максимум, °C | 28,1 | 28,3 | 29   | 29,7 | 30,3 | 30,4 | 30,4 | 30,6 | 30,8 | 30,1 | 29,6  | 28,8 |
| Средняя температура, °C       | 24,3 | 24,2 | 24,7 | 25,4 | 26,2 | 26,7 | 26,6 | 26,8 | 26,8 | 26,3 | 25,7  | 24,9 |
| Средний суточный минимум, °C  | 20,5 | 20,2 | 20,4 | 21,1 | 22,2 | 23,1 | 22,9 | 23,1 | 22,8 | 22,5 | 21,9  | 21   |
| Норма осадков, мм             | 115  | 81   | 89   | 88   | 109  | 170  | 212  | 224  | 236  | 244  | 214   | 160  |
| Источник: Climate-Data.org    |      |      |      |      |      |      |      |      |      |      |       |      |

#### Тропический шторм Эрика
В августе 2015 года, Доминика и Колио в частности оказались сильно затронуты тропическим штормом Эрика. Проливные дожди привели к серьёзному затоплению, которое сместило многие дома с их фундаментов. Дороги заполнили грязь, ил и обломки зданий, что сделало передвижение при помощи автотранспорта невозможным. Людям, оказывавшим первую помощь, приходилось использовать лодки.
Начальная школа закрылась из-за урона, который нанёс шторм, а также отсутствия питьевой воды. Учащимся приходилось учиться в начальной школе Дюблана. Время учёбы сократилось наполовину.